# 冥安县城遗址
冥安县城遗址，位于中国甘肃省瓜州县，为一个省级文物保护单位，类型为古遗址。
冥安县城遗址的历史年代为汉。